# НАРМ
НАРМ — наплавной автодорожный разборный мост. 
Мост предназначен для устройства мостовых и паромных переправ через средние и крупные водные преграды на военно-автомобильных дорогах. Разработан в 1971 году, разработчик КБ «Вымпел». Принят на вооружение ВС Союза ССР в 1976 году, изготовитель Навашинский судостроительный завод. К 2007 году изготовлено 10 комплектов.

## Техническое описание
НАРМ собирается из складных двухпонтонных звеньев, которые совмещают в себе функции плавучих опор, пролётных строений и проезжей части. 
Примыкание моста к берегу устраивается из береговых звеньев.
Транспортировка звеньев осуществляется на автопоездах КАМАЗ 5410 с полуприцепом ОдАЗ-9370. Имущество перевозится частью на звеньях или в спецконтейнерах на платформах автопоездов.
Выгрузка звеньев на воду производится самовыгрузкой (скатыванием по роликам полуприцепа) или с помощью кранов. Звенья раскладываются краном: строп цепляют за серьгу верхнего понтона, поднимают до тех пор, пока поворачивающийся на петлях понтон не «перевалится», после чего плавно опускают до полного раскрытия звена. Складывание производится аналогично.
Наводка НАРМ осуществляется буксирно-моторными катерами. Для пропуска судов из линии моста выводится участок из нескольких звеньев (выводной участок). Крайние звенья, остающиеся в линии моста (пропускные звенья), закрепляются верховыми и низовыми якорями.
Если материальной части моста не достаточно для перекрытия ширины реки, возможно наведение комбинированных мостов из НАРМ и ПМП, а также из НАРМ и МАРМ.

### Табель материальной части
- речные двухпонтонные звенья — 40 шт.;
- береговые звенья — 8 шт.;
- комплект дополнительного оборудования полуприцепа автопоезда для перевозки звеньев — 48 шт.;
- контейнеры для перевозки съёмной оснастки звеньев, вспомогательного имущества и ЗИП — 5 шт.;
- комплект съёмной оснастки, вспомогательного имущества и ЗИП — 1 шт.

### Характеристика паромов, собираемых из материальной части комплекта
- Количество собираемых паромов грузоподъемностью до 90 т — 4 шт
- Время сборки паромов различной грузоподъемности, мин:
  - 40 т расчётом 14 чел — 17 мин;
  - 60 т расчётом 17 чел — 21 мин;
  - 90 т расчётом 23 чел — 30 мин.